# Битва під Спартою (218)
Битва під Спартою (218) – один з епізодів Союзницької війни 220—217 років до н. е., що стався під час походу македонського царя Філіппа V до Лаконії. 
У 218 р. до н. е. македонський цар вдерся до Лаконії та спустошив її. Ще на початку походу він неочікувано з'явився біля самої Спарти, мешканці якої тоді не наважились вийти проти нього на бій. Коли ж Філіпп повертався з півдня області, спартанський цар Лікург все-таки вирішив заступити йому дорогу. Для цього він з двома тисячами воїнів зайняв пагорб Менелайон, що висився над річкою Еврот на протилежному її березі від Спарти. Річку при цьому підпрудили та спрямували на рівнину, перекривши шлях по полях між нею та містом. 
Філіпп не наважився проводити армію по оберненому до Еврота схилу Менелайона, де вона могла бути легко розгромлена нападом зверху, а атакував цей пагорб своїми найманцями. Первісно спартанці чинили запеклий спротив, проте після удару важкоозброєних пельтастів та обхідного маневру іллірийців подались назад та почали втікати. Втративши вбитими та полоненими дві сотні осіб, загін Лікурга укрився в Спарті.
Повернувшись на другий берег до своєї фаланги, Філіпп з легкоозброєними та кіннотою прикривав її від нападу з міста, допоки фалангіти переправлялись через Еврот та проходили під Менелайоном. Коли спартанська кіннота спробувала атакувати, македонський загін прикриття загнав її назад до міста.
Ставши табором у зручному для оборони місті, македоняни переночували й наступного дня вирушили до аркадійської Тегеї, де організували розпродаж здобичі.